# American Football Verband Deutschland
Der American Football Verband Deutschland e. V. (AFVD) ist die Dachorganisation für American Football und Cheerleading in Deutschland. In ihm sind rund 500 Vereine mit über 70.000 Mitgliedern organisiert, fast die Hälfte aller American-Football-Spieler in Europa.

## Geschichte
Vom im Jahr 1979 gegründeten American Football Bund Deutschland (AFBD) spaltete sich bereits 1980 die Nordwestdeutsche Football Liga ab. Aufgrund der Insolvenz des AFBDs sammelten sich die Landesverbände und Vereine des AFBD unter dem Dach des am 16. Oktober 1982 gegründeten AFVD.
Am 16. Mai 1993 wurde der AFVD vom Deutschen Sportbund anerkannt und ist heute Mitglied im Deutschen Olympischen Sportbund (DOSB), in der International Federation of American Football (IFAF), der IFAF Europe, der European Cheerleading Association (ECA) sowie der International Federation of Cheerleading (IFC). Der Verband gliedert sich in 15 Landesverbände, die alle Bundesländer abdecken. Sitz des AFVD ist Frankfurt am Main.
Der AFVD ist außerdem auch Dachorganisation für den Cheerleading-Sport in Deutschland und richtet seit 1992 regelmäßige Meisterschaften aus. Daher sind zahlreiche Cheerleading-Abteilungen anderer Sportvereine (insbesondere aus den Bereichen Basketball, Handball, Eishockey und Fußball) Mitglied im American Football Verband Deutschland. Neben dem AFVD sind Cheerleader-Gruppen auch noch im Deutschen Tanzsportverband und im Cheerleading und Cheerperformance Verband Deutschland organisiert.
Im Rahmen des GFL-Bowl 2023 gab der AFVD die Eröffnung der „American Football Hall of Fame Deutschland“ bekannt, in der Personen geehrt werden, die sich um die Sportart American Football in Deutschland verdient gemacht haben. Als „Fans' Football Hall of Fame“ wurde diese bereits 2013 gegründet, hatte aber nur inoffiziellen Status inne. Alle Mitglieder, die bereits in die Fans' Football Hall of Fame aufgenommen wurden, wurden 2023 vom AFVD in die offizielle Hall of Fame aufgenommen.

## Veranstaltungen
Der AFVD ist bei den Herren Ausrichter der German Football League (GFL) sowie der German Football League 2 (GFL2). Im Damenbereich veranstaltet er die Damenbundesliga (DBL), im Juniorenbereich die German Football League Juniors (GFLJ) sowie im Flag Football die Deutsche Flag Football Liga (DFFL). Weitere Ligen werden durch die Landesverbände betreut.
Der AFVD war im Jahr 2003 Ausrichter der 2. Football-Weltmeisterschaft in Hanau und Wiesbaden. Im November 2009 war der Verband Ausrichter der Cheerleading-Weltmeisterschaft, die in Bremen stattfand. 2015 wurden die Cheerleading-Weltmeisterschaften erneut, dieses Mal in Berlin, vom AFVD durchgeführt. 2000 und 2001 richtete der AFVD die American Football Europameisterschaft aus. Zum letzten Mal fand die American-Football-Europameisterschaft 2010 in Frankfurt am Main, Wetzlar und Wiesbaden statt. Auch die Europameisterschaft 2018 sollte zunächst in Deutschland veranstaltet werden, wurde jedoch abgesagt.
Der German Bowl, die deutsche Meisterschaft im American Football, findet ab dem Jahr 2019 für mindestens sechs Jahre in der Commerzbank-Arena in Frankfurt statt, so wie bereits von 2008 bis 2010. 2011 wurde der German Bowl in der MDCC-Arena in Magdeburg und von 2012 bis 2018 im Friedrich-Ludwig-Jahn-Sportpark in Berlin ausgetragen.

## Leitung

### Präsidium
Am 19. November 2022 wählte die Bundesversammlung folgende Personen für zwei Jahre in ihre Ämter, die 2024 in ihren Ämtern bestätigt wurden:
- Präsident: Fuad Merdanovic (Berlin-Brandenburg)
- Vizepräsident für Finanzen:[8]
  - bis April 2025: Markus Würtele (Baden-Württemberg)
  - seit Mai 2025: Christof Ferling (Hamburg)
- Vizepräsidenten: Andreas Kegelmann (Nordrhein-Westfalen), Sebastian Berndt (Thüringen) und Marcel Krohn (Mecklenburg-Vorpommern)

### Ehemalige Präsidenten
| Zeitraum        | Person                |
| --------------- | --------------------- |
| 10/1982–01/1983 | Daniel Gillon         |
| 01/1983–09/1983 | vakant                |
| 09/1983–08/1984 | Reinhard Lenz         |
| 10/1984–1986    | Reinhard Lenz         |
| 1986–05/1988    | Günter Franken        |
| 05/1988–12/1989 | Hagen Busse           |
| 12/1989–1993    | Georg Tschurer        |
|                 | Jörn Redler (interim) |
| 05/1993–06/1994 | Wolfgang Büchner      |
| 06/1994–02/1995 | Gert Dannenmann       |
| 05/1995–03/1997 | Roland Wingenroth     |
| 03/1997–11/2022 | Robert Huber          |
| seit 11/2022    | Fuad Merdanovic       |

## Landesverbände
- American Football und Cheerleading Verband Baden-Württemberg (gegründet 1982 als AFV Baden-Württemberg/Rheinland-Pfalz, seit 1984 nur Baden-Württemberg)
- American Football Verband Bayern (gegründet 1982)
- American Football und Cheerleading Verband Berlin-Brandenburg (gegründet 1989)
- American Football und Cheerleading Verband Hamburg
- American Football Verband Hessen
- American Football und Cheerleading Verband Mecklenburg-Vorpommern
- American Football und Cheerleading Verband Niedersachsen (gegründet 1988)[9]
- American Football und Cheerleading Verband Nord (früher für ganz Norddeutschland zuständig, heute nur noch Bremen)
- American Football und Cheerleading Verband Nordrhein-Westfalen (gegründet 1980)
- American Football und Cheerleading Verband Rheinland-Pfalz (bis 2016 mit Saarland)
- American Football und Cheerleading Verband Saarland (gegründet 2016)
- American Football Verband Sachsen (gegründet 2005)
- American Football Verband Sachsen-Anhalt (gegründet 2008)
- American Football und Cheerleading Verband Schleswig-Holstein (gegründet 1990)
- American Football und Cheerleading Verband Thüringen (gegründet 2013)

Nach dem Willen einiger Landesverbände soll sich die Struktur des Spielbetriebs ändern. So streben für 2019 jeweils die Landesverbände Mecklenburg-Vorpommern und Berlin-Brandenburg, sowie Sachsen, Sachsen-Anhalt und Thüringen einen gemeinsamen Spielbetrieb an. Als Grund wurde unter anderem Schwierigkeiten in der Organisation des Spielbetriebs mit fünf Landesverbänden genannt.

## Kritik und Kontroversen

### Finanzierung
Im Jahr 2014 reichte der AFVD vor dem Verwaltungsgericht Köln Klage gegen das Bundesinnenministerium ein, da Förderanträge des Verbunds seit 2012 abgelehnt wurden. Die Klage wurde abgewiesen. Als Gründe führte das Gericht an, dass der Verband nur rund ein Achtel ihres Gesamtetats für die Sportförderung ausgebe, jedoch in der Lage sei, „umfangreiche Geldmittel für Zwecke der Vergütung seines Präsidiums und seines Rechtsvertreters zur Verfügung zu stellen“. In der Folge gerieten AFVD-Präsident Robert Huber und die hohe Bezahlung der Funktionäre in die Kritik. Im April 2018 wurde eine Petition auf der Plattform Change.org gestartet, mit der Forderung, der Verband solle seine Finanzen transparenter gestalten.

### Auseinandersetzung mit der IFAF
Im Jahr 2015 zersplitterte die International Federation of American Football in zwei Gruppen, nachdem der damalige Präsident Tommy Wiking am 30. April zunächst von seinem Amt zurücktrat und anschließend den Posten erneut für sich beanspruchte. Die Gruppe um Wiking wurde „IFAF Paris“ genannt, während die Gruppierung unter dem 2016 gewählten IFAF-Präsidenten Richard McLean unter „IFAF New York“ firmierte. Der AFVD unter der Leitung Robert Hubers stellte sich hinter Wiking. In der Folge suspendierte die Global Association of International Sports Federations die IFAF 2017 auf Grund ausgebliebener Zahlungen im Anti-Doping-Kampf. Diese wurden noch von Wiking ausgehandelt, wozu er laut „IFAF New York“ jedoch nicht berechtigt gewesen sei. Ein Urteil des Internationalen Sportgerichtshofs, wonach der Rücktritt Wikings und die Wahl McLeans rechtmäßig waren, wurde vom AFVD zunächst nicht anerkannt. Außerdem habe der AFVD laut McLean 2017 und 2018 keine Mitgliedsbeiträge an die IFAF gezahlt, was Huber jedoch bestreitet. Der AFVD wiederum warf den nordamerikanischen Mitgliedsorganisationen der IFAF finanzielle Interessen und mangelnde Bereitschaft im Kampf gegen Doping vor.
Im Zusammenhang der Auseinandersetzung mit der IFAF wurde auch die American-Football-Europameisterschaft 2018 genannt, welche in Deutschland stattfinden sollte, aus „durch die internationalen (sic!) Lage verursachten verschiedenen organisatorischen Gründen“ jedoch auf unbegrenzte Zeit verschoben wurde. Einige Kommentatoren sahen dies im Kampf der beiden IFAF-Gruppen begründet. Zu der stattdessen stattfindenden Europameisterschaft in Finnland habe die AFVD nach eigener Aussage keine Einladung erhalten.

### Präsidiumswechsel 2022
Nachdem zunächst neun Landesverbände einen Abwahlantrag beim AFVD gestellt hatten, trat das Präsidium um Robert Huber im November 2022 selbstständig zurück. Daraufhin kamen mehrere neue Vorwürfe gegen das ehemalige Präsidium und insbesondere gegen Huber auf. Neben ignorierten Einladungen zu Gesprächen, die einen reibungslosen Präsidiumswechsel ermöglichen sollten, fiel die Aufmerksamkeit insbesondere auf „ungewöhnliche Kontobewegungen“ und gelöschte Datenträger, die die digitale Buchhaltung des AFVD und weitere Dokumente beinhalten sollten. Zudem wurde bekannt, dass zwischen dem AFVD und der German Football Service GmbH, deren Geschäftsführer Huber ist, mehrere Verträge geschlossen wurden, die den AFVD ungewöhnlich hoch und teilweise bis 2033 finanziell belasten werden. Kosten, die eigentlich die GFS GmbH hätte tragen müssen, wurden so auf den AFVD abgewälzt.